# Kuifbobwhite
De kuifbobwhite (Colinus cristatus) is een vogel uit de familie Odontophoridae. De wetenschappelijke naam van de soort is voor het gepubliceerd in 1766 door Linnaeus.

## Voorkomen
De soort komt voor van Costa Rica tot en met het noorden van Zuid-Amerika en telt dertien ondersoorten:
- C. c. mariae: zuidwestelijk Costa Rica en Chiriqui (noordwestelijk Panama).
- C. c. panamensis: zuidwestelijk Panama.
- C. c. decoratus: noordelijk Colombia.
- C. c. littoralis: Santa Martaheuvels (noordoostelijk Colombia).
- C. c. cristatus: noordoostelijk Colombia, noordwestelijk Venezuela, Aruba en Curacao.
- C. c. horvathi: Méridagebergte (noordwestelijk Venezuela).
- C. c. barnesi: westelijk deel van Centraal-Venezuela.
- C. c. sonnini: noordelijk deel van Centraal-Venezuela, Guyana's en noordelijk Brazilië.
- C. c. mocquerysi: noordoostelijk Venezuela.
- C. c. leucotis: Magdalenavallei (noordelijk deel van Centraal-Colombia).
- C. c. badius: westelijk deel van Centraal-Colombia.
- C. c. bogotensis: noordelijk deel van Centraal-Colombia.
- C. c. parvicristatus: oostelijk deel van Centraal-Colombia en zuidelijk deel van Centraal-Venezuela.

## Beschermingsstatus
De totale populatie is in 2019 geschat op 5-50 miljoen volwassen vogels. Op de Rode Lijst van de IUCN heeft de soort de status niet bedreigd.